# Renata Urban
Renata Urban – polska specjalistka w zakresie historii kultury fizycznej, dr hab. nauk o kulturze fizycznej, profesor nadzwyczajny Katedry Społecznych Podstaw Kultury Fizycznej Wydziału Kultury Fizycznej i Promocji Zdrowia Uniwersytetu Szczecińskiego.

## Życiorys
W 1996 ukończyła studia w zakresie wychowania fizycznego na Akademii Wychowania Fizycznego im. Eugeniusza Piaseckiego w Poznaniu, 24 czerwca 2003 obroniła pracę doktorską Rozwój sportu jeździeckiego w Polsce w latach 1918–1939, otrzymując doktorat, a 9 grudnia 2014 habilitowała się na podstawie oceny dorobku naukowego i pracy zatytułowanej Sport jeździecki w Polsce w latach 1945–1989.
Została zatrudniona na stanowisku adiunkta w Katedrze Historii Kultury Fizycznej i Olimpizmu na Zamiejscowym Wydziale Kultury Fizycznej w Gorzowie Wielkopolskim Akademii Wychowania Fizycznego im. Eugeniusza Piaseckiego w Poznaniu, oraz pełni funkcję profesora nadzwyczajnego i kierownika Katedry Społecznych Podstaw Kultury Fizycznej, a także prodziekana na Wydziale Kultury Fizycznej i Promocji Zdrowia Uniwersytetu Szczecińskiego.